# Dasyvalgus schulzei
Dasyvalgus schulzei är en skalbaggsart som beskrevs av Ricchiardi 1998. Dasyvalgus schulzei ingår i släktet Dasyvalgus och familjen Cetoniidae. Inga underarter finns listade i Catalogue of Life.